# ابوالعباس مأمون
ابوالعباس مأمون سومین فرمانروای خوارزم از آل مأمون بود که پس از برادرش ابوالحسن علی به قدرت رسید. وی از سال ۱۰۰۸ یا ۱۰۰۹ تا ۱۰۱۷ بر این ناحیه حکومت کرد. ابوالعباس با خواهر محمود غزنوی، حریه الخلجی، ازدواج کرد.